# Beth Phoenix
Elizabeth "Beth" Kocianski (n. 24 noiembrie 1980) este o fostă wrestleră americană, cunoscută după numele de scenă Beth Phoenix. Ea este triplă campioană WWE printre femei.

## Viață personală
Beth a fost căsătorită cu Joey Carolan, cunoscut după numele de ring Joey Knight, însă ulterior au divorțat. În februarie 2014, Adam Copeland, cunoscut în WWE ca Edge, a anunțat nașterea fiicei sale și a lui Beth, numită Lyric, născută șase săptămâni mai devreme, pe 12 decembrie 2013.

## Palmares
- World Wrestling Entertainment/WWE
  - WWE Divas Championship (1 dată)[10]
  - WWE Women's Championship (3 ori)
  - WWE Hall of Fame (Class of 2017)
  - Slammy Award (1 dată)
    - Diva of the Year (2008)